# Crash Bandicoot 3: Warped
Crash Bandicoot: Warped (в Європі Crash Bandicoot 3: Warped) - відеогра в жанрі платформера, розроблена Naughty Dog і видана компанією Sony Computer Entertainment для консолі PlayStation. Це третя гра в серії Crash Bandicoot, після Crash Bandicoot 2: Cortex Strikes Back.
Історія гри розгортається відразу після подій другої частини. Уламки космічної станції Cortex Vortex, що належала Доктору Нео Кортексу, впали на Землю прямо на древній храм і звільнили зле створення, укладену в ньому, по імені Ука Ука, лихого брата Аку Аку. Ука Ука возз'єднується з Кортексом та схибленим на часі Доктором Нефаріусом Тропі, і вони планують зібрати могутні кристали, які розкидані в часі, щоб використовувати їхню енергію для поневолення Землі. Гра зводиться до того, що головні герої, Креш і Коко Бандикут, подорожують крізь час заради того, щоб не дати лиходіям зібрати кристали, зібравши їх самим.
Crash Bandicoot: Warped була високо оцінена критиками, які відзначили високу якість її ігрового процесу, графіку і звук. Гра в Японії перевершила продажі своїх попередниць і стала першою не японської грою для PlayStation, що продалася в країні кількістю понад мільйон примірників. Оновлена версія увійшла до збірки Crash Bandicoot N. Sane Trilogy для PlayStation 4, що вийшов у червні 2017 року.

## Ігровий процес
Crash Bandicoot: Warped є платформером в якому гравець контролює Креша і Коко Бандикут, які повинні повернутися в часі і зібрати 25 кристалів розкиданих у часі, перш ніж це зроблять доктор Нео Кортекс і Ука-Ука. Велика частина гри відбувається на машині часу, Time-Twisting Machine, яка також виконує роль центрального хаба гри. Машина розділена на п'ять камер, спочатку доступна тільки перша камера. Кожна камера має п'ять кнопок, які відкривають портали на різні рівні. Метою проходження кожного рівня є пошук пурпурного кристала, захованого на ньому. На деяких рівнях необхідний кристал знаходиться або в кінці рівня, або повинен бути отриманий шляхом виконання певного завдання. На деяких рівнях також знаходяться «бонусні платформи», які ведуть гравця в спеціальні бонусні зони, де йому необхідно розбити всі доступні коробки. Так як в бонусній зоні життя не витрачаються, вона може бути повторена багато разів, поки не буде пройдена повністю. Після завершення всіх п'яти рівнів в камері машини часу з'являється шоста кнопка, яка відкриває портал до боса. Після перемоги над босом стає доступна наступна камера. Коли всі 25 кристалів зібрані і п'ять босів переможені, гра пройдена.
Креш і Коко починають гру з п'ятьма життями. Життя втрачається, коли вони отримують або удар ворожої атаки, або отримують будь-яку іншу шкоду. За кожні сто «вумпа фруктів» дається життя; також за розламування спеціального ящика дається одне життя. Якщо у гравця закінчуються всі життя, гра закінчується. Однак її можна продовжити, вибравши «так» на екрані продовження. Креш може високо стрибати і приземлятися на супротивників, крутитися як торнадо для вибивання супротивників з екрану, ковзати по землі і виконувати удар тілом для ламання певних об'єктів. Ці здібності поліпшуються при перемогах над босами, за які даються більш потужні атаки і здатності стрибати вище і бігати швидше.
Коробки грають важливу роль в Crash Bandicoot: Warped і можуть бути розбиті усіма здібностями Креша. Коробки містять корисні речі, або можуть допомогти стрибати вище. Ящики Check Point дозволяють гравцеві повернутися до певної точки рівня після втрати життя. Коробки TNT вибухають після трьохсекундного відліку при стрибку на них, а Nitro ящики вибухають відразу при будь-якому фізичному контакті. Всі ящики Nitro на рівні можуть бути підірвані, якщо торкнутися зеленого кольору зі знаком оклику; контакт з цим ящиком необхідний для отримання каменю рівня, так як Nitro ящики враховуються в загальній кількості ящиків розбитих на рівні.
Крім кристалів, також можуть бути зібрані безбарвні і кольорові дорогоцінні камені. Гравець винагороджується дорогоцінними каменями, якщо на рівні були зламані всі ящики, або завершена секретна область. Всього в грі 45 каменів. Кольорові дорогоцінні камені можуть бути отримані на спеціальних рівнях, і відкривають доступ до прихованих областям. «Реліквії» можна виграти, увійшовши на рівень де Кристал вже витягнули. Щоб отримати реліквію, гравець повинен ініціювати режим забігу на час, доторкнувшись до плаваючого секундоміра на початку рівня і пройшовши рівень за певний час, що відображається перед входом на рівень. У режимі забігу на час на рівні розкидані жовті ящики з цифрами 1, 2 і 3, при розбитті цих ящиків таймер зупиняється на відповідну кількість секунд. Так як в режимі забігу на час не губиться ні одне життя, рівень може бути переграний так часто, як хоче гравець. Залежно від того, наскільки швидко пройдений рівень в цьому режимі, дається один з трьох видів реліквій - сапфіровий, золотий і платиновий. Перші п'ять реліквій які гравець отримує, розблокують доступ до рівня в секретній кімнаті в машині часу. Кожні п'ять реліквій після цього відкривають ще по одному рівню. Дані рівні в секретній кімнаті повинні бути пройдені до того, як гра буде завершена.

## Сюжет
Головним героєм гри є Креш бандикут - мутований бандикут, який повинен подорожувати в часі і не дати доктору Нео Кортексу зібрати кристали. Йому допомагає Аку Аку, стародавня знахарського маска, яка захищає Креша від шкоди, і дає тому поради між рівнями. Велика частина гри відбувається в машині часу Time Twister Machine, яка дозволяє персонажам подорожувати в різні періоди часу, такі як середньовіччя, доісторичний період, стародавній Єгипет і Велика Китайська стіна. Також Крешу допомагає його молодша сестра Коко Бандикут. Антагоністу серії, доктору Нео Кортексу, допомагає його наставник Ука Ука, злісний брат Аку Аку. Раніше Аку Аку запер Ука Уку в храмі, для того щоб захистити світ від його підлості, але той пізніше звільнився завдяки незграбним діям Кортекса. Кортексу і Ука Ука допомагає доктор Нефаріус Тропі, самопроголошений майстер часу і творець машини часу використовуваної для збору кристалів і каменів в різних часових періодах. Іншими антагоністами є величезний Тигр Тайні, який бореться з Крешем в Колізеї; Дінгодайл, гібрид крокодила і дінго; та доктор Н. Джин, вчений з ракетою, що застрягла в його голові.

### Історія
Після того як доктор Нетриус Бріо за допомогою лазера збив космічну станцію Кортекса, Cortex Vortex, її уламки зійшли з орбіти і врізалися в храм на островах. Це звільнило злого духа Ука Ука, який організовував схеми Кортекса в минулих іграх. Він злиться на те, що Кортекс не зміг повернути кристали і дорогоцінні камені, які є величезними джерелами світової енергії. Однак, так як Ука Ука був звільнений з в'язниці, той прощає Кортекса і наймає доктора Нефаріуса Тропі для втілення свого нового плану. Тропі створив Time-Twisting Machine, машину часу, яка дозволяє лиходіям подорожувати в часі для того щоб знайти більше коштовних каменів і кристалів розкиданих по часу.
У будинку бандикутів Аку Аку відчуває звільнення Ука Ука, і зазиває Креша і Коко всередину будинку. Аку Аку розповідає, що Ука-Ука - його злий брат-близнюк, і що він був замкнений в підземній в'язниці століття тому, щоб захистити світ від його злих планів. Креш, Коко і Аку Аку добираються до машини часу, де Аку Аку ставить їм завдання добути кристали до того, як Ука Ука і Кортекс доберуться до них. Креш і Коко подорожують у часі і збирають кристали і камені, заважаючи міньйонам Кортекса по шляху. Доктор Нефаріус Тропі також переможений, і машина часу приходить в стан безладу. Здобувши кристали, загублені в часі, Креш в результаті бореться з Кортексом в ядрі машини часу, в той час як Ука Ука і Аку Аку б'ються один з одним. Після поразки Кортекса машина часу руйнується, а героям вдається забратися вчасно, в той час як Кортекс і Тропі перетворені в немовлят і разом з Ука Ука замкнені у в'язниці часу.